# یورگ اشتادلر
یورگ اشتادلر (آلمانی: Joerg Stadler؛ زادهٔ ۱۹۶۱) بازیگر اهل آلمان است. وی از سال ۱۹۹۳ میلادی تاکنون مشغول فعالیت بوده‌است.
از برجسته‌ترین نقش‌های وی می‌توان به نقش یک سرباز آلمان نازی اسیر شده در نجات سرباز رایان (۱۹۹۸)، و بازی مقابل برد پیت در جاسوس‌بازی (۲۰۰۱) به عنوان یک جاسوس آلمان شرقی که پشت خطوط دشمن باقی مانده‌است، اشاره کرد.